# 1956 a filmművészetben

## Események
- április 19. – Grace Kelly amerikai színésznő feleségül megy III. Rainer monacói herceghez, és ezzel véget is ér színészi pályája.
- július 1. – Marilyn Monroe feleségül megy New Yorkban Arthur Miller íróhoz.
- november 15. – Elvis Presley első filmje Love Me Tender bemutatója.
- december 11. – Az amerikai filmcenzúra ezentúl már engedélyezhet filmjeleneteket illegális kereskedelemről, kábítószer-fogyasztásról, magzatelhajtásról, prostitúcióról és gyermekrablásról, amennyiben ezek a „jó ízlés” keretein belül maradnak.
- december 31. – Olaszországban 130, Franciaországban 129, Angliában 93, Spanyolországban 77 filmet gyártanak ebben az évben.
- Angliában 100 mozi bezár.

## Sikerfilmek
Észak Amerika
1. Anna és a sziámi király (film, 1956) The King and I – rendező Walter Lang
2. Trapéz Trapeze – rendező Carol Reed
3. Gazdagok és szépek High Society – rendező Charles Walters
4. Háború és béke – rendező King Vidor
5. The Eddy Duchin Story – rendező George Sidney
6. Moby Dick – rendező John Huston, főszereplő Gregory Peck
7. The Searchers – rendező John Ford
8. The Conqueror, főszereplő John Wayne és Genghis Khan
9. Haragban a világgal (Rebel Without a Cause), főszereplő James Dean

## Magyar filmek
- A csodacsatár – rendező Keleti Márton
- A császár parancsára – rendező Bán Frigyes
- Dollárpapa – rendező Gertler Viktor
- Eger – rendező Fejér Tamás
- Az eltüsszentett birodalom – rendező Banovich Tamás
- Gábor diák – rendező Kalmár László
- Hannibál tanár úr – rendező Fábri Zoltán
- Keserű igazság – rendező Várkonyi Zoltán
- Körhinta – rendező Fábri Zoltán
- Mese a 12 találatról – rendező Makk Károly
- Móricz Zsigmond 1879–1942 – rendező Jancsó Miklós
- Országutak vándora – rendező Mészáros Márta
- Pázmán lovag – rendező Gertler Viktor
- Szakadék – rendező Ranódy László
- Szájhős – rendező Révész György
- Tanár úr kérem – rendező Mamcserov Frigyes
- Több, mint játék – rendező Szemes Mihály
- Védjük meg üzemeinket – rendező Gaál István
- Zsebek és emberek – rendező Bán Frigyes
- Ünnepi vacsora – rendező Révész György

## Díjak, fesztiválok
Oscar-díj (március 22.)
- Film: Marty
- Rendező: Delbert Mann – Marty
- Férfi főszereplő: Ernest Borgnine – Marty
- Női főszereplő: Anna Magnani – Tetovált rózsa
- Külföldi film: A hét szamuráj – Akira Kuroszava

1956-os cannes-i filmfesztivál
Velencei Nemzetközi Filmfesztivál (augusztus 27-szeptember 7.)
- Arany Oroszlán: Nem adták ki
- Férfi főszereplő: Bourvil – Átkelés Párizson
- Női főszereplő: Maria Schell – Patkányfogó

Berlini Nemzetközi Filmfesztivál (június 22-július 3.)
- Arany Medve: Felhívás táncra – Gene Kelly
- Ezüst Medve: III. Richard – Laurence Olivier
- Férfi főszereplő: Burt Lancaster – Trapéz
- Női főszereplő: Elsa Martinelli – Négy lány a városban
- Rendező: Robert Aldrich – Őszi falevél

## Filmbemutatók
- Accused of Murder – rendező Joseph Kane
- 80 nap alatt a Föld körül – rendező Michael Anderson
- The Battle of the River Plate – rendező Michael Powell, Emeric Pressburger
- Carousel – rendező Henry King
- Csatorna – rendező Andrzej Wajda
- A csend világa (Le Monde du silence), dokumentumfilm – rendező Louis Malle és Jacques-Yves Cousteau
- Forbidden Planet – rendező Fred M.Wilcox
- Gervaise – főszereplő Maria Schell, rendező René Clément
- Giant – rendező George Stevens
- Invasion of the Body Snatchers – rendező Don Siegel
- Love Me Tender – rendező Robert D. Webb
- Lust for Life – rendező Vincente Minnelli
- Az ember, aki túl sokat tudott – rendező Alfred Hitchcock
- The Man with the Golden Arm – rendező Otto Preminger
- A párizsi Notre-Dame – főszereplő Anthony Quinn, Gina Lollobrigida, rendező Jean Delannoy
- Private's Progress – rendező John Boulting
- Ransom! – rendező Alex Segal
- Reach for the Sky – rendező Lewis Gilbert
- Rock Around the Clock – rendező Fred F. Sears
- Seven Wonders of the World – rendező Tay Garnett, Paul Montz
- A tévedés áldozata – rendező Alfred Hitchcock
- A Town Like Alice – rendező Jack Lee
- Udvari bolond (The Court Jester) – rendező Melvin Frank, Norman Panama
- Unknown Soldier – rendező Edvin Laine
- X the Unknown – rendező Leslie Norman
- Whisky, vodka, vasmacska - The Iron Petticoat – rendező Ralph Thomas
- A negyvenegyedik – rendező Grigorij Csuhraj

## Rajzfilm sorozatok
- Popeye, a tengerész (1933–1957)
- The Three Stooges (1934–1959)
- Tom és Jerry (1940–1958)

## Születések
- január 3. – Mel Gibson színész, rendező
- január 7. – David Caruso színész
- január 21. – Geena Davis színésznő
- január 27. – Pap Vera színésznő
- január 27. – Mimi Rogers színésznő
- február 11. – Kathleen Beller színésznő
- április 8. – Christine Boisson színésznő
- április 11. – Hernádi Judit színésznő
- április 28. – Lars von Trier filmrendező
- június 22. – Tim Russ amerikai színész
- július 9. – Tom Hanks színész
- július 31. – Michael Biehn színész
- szeptember 3. – Görbe Nóra színésznő

## Halálozások
- január 23. – Korda Sándor, magyar filmrendező
- augusztus 16. – Lugosi Béla, színész (* 1882)
- december 12. – Ewald André Dupont, német rendező
- december 16. – Nina Hamnett, művész